# Princess Anne
La ville de Princess Anne est le siège du comté de Somerset, situé dans le Maryland, aux États-Unis. Sa population s’élevait à 3 290 habitants lors du recensement de 2010, estimée à 3 523 habitants en 2018.

## Personnalité liée à la ville
- Charles Chaillé-Long (1842-1917), explorateur et diplomate américain, né à Princess Anne.

## Source
- (en) Cet article est partiellement ou en totalité issu de l’article de Wikipédia en anglais intitulé « Princess Anne, Maryland » (voir la liste des auteurs).